# 릭 샌토럼
리처드 존 "릭" 샌토럼(영어: Richard John "Rick" Santorum, 1958년 5월 10일 ~ )은 미국의 정치인이다.
버지니아주에서 태어났으며, 펜실베이니아주 피츠버그 부근의 버틀러에서 성장하였다. 펜실베이니아 주립대학교에서 정치학을 전공하였고, 피츠버그 대학교에서 경영학을 전공한 후 펜실베이니아 주립대학교 디킨슨 법과대학원에서 법학 학위를 받았다. 변호사 자격을 취득하여 법률 회사에서 근무하고 공화당 소속 정치인 법률 고문으로 일하며 공화당과 관계를 맺었다. 1990년 피츠버그 동부 교외를 지역구로 하는 연방 하원의원 펜실베이니아주 18번 선거구에 출마하여 32세의 젊은 나이에 당선되어 1991년부터 연방 하원의원으로 재직했으며 1994년 연방 상원의원 선거에 출마, 당선되어 1995년부터 2007년까지 연방 상원의원으로 재직하였다. 상원의원이 된 후 보수 세력의 대변자로 이름을 널리 알렸으며, 2001년 공화당의 조지 W. 부시 행정부 출범 때 그는 공화당 상원 의장으로 상원 내 공화당 서열 3위에 오른 주요 인물이었다. 그러나 지나친 강경 보수적인 입장이 유권자들의 반감을 일으켜 2006년 선거에서 민주당의 밥 케이시에게 패해 2007년 초 상원의원직을 내놓았다. 그 후 샌토럼은 2009년 취임한 버락 오바마 대통령을 공격하며 보수세력의 지지를 얻기 위해 노력했으며, 2012년 대통령 선거 출마를 선언하였다. 첫 공화당 공식 경선인 아이오와 코커스에서 그는 재검표까지 가는 소동이 있었지만, 당시 대세로까지 지목되어 압도적인 우세를 보일 것으로 예견된 밋 롬니를 제치는 돌풍을 일으켰다. 독실한 가톨릭 신자인 샌토럼은 남부와 중서부를 중심으로 개신교 신자를 포함한 보수 성향 유권자들의 넓은 지지를 받으며 밋 롬니를 뒤쫓기도 하였으나, 차츰 롬니에게 크게 뒤지게 되면서 롬니의 아성을 넘을 수 없게 되자, 4월 10일 경선 선거운동 중단을 선언하며 사실상 경선을 포기하였다. 그리고 5월 7일, 롬니 후보 지지를 공식적으로 선언하며 캠페인을 중단했다. 2016년 미국 대통령 선거에도 출마하였으나 저조한 득표율 끝에 선거 운동을 중단했다.

## 역대 선거 결과
| 선거명      | 직책명                             | 대수  | 정당   | 득표율 | 득표수      | 결과 | 당락                         |
| ----------- | ---------------------------------- | ----- | ------ | ------ | ----------- | ---- | ---------------------------- |
| 1990년 선거 | 하원의원 (펜실베이니아 제18선거구) | 102대 | 공화당 | 51.45% | 85,697표    | 1위  | 펜실베이니아주 하원의원 당선 |
| 1992년 선거 | 하원의원 (펜실베이니아 제18선거구) | 103대 | 공화당 | 60.56% | 154,024표   | 1위  | 펜실베이니아주 하원의원 당선 |
| 1994년 선거 | 상원의원 (펜실베이니아 제1부)      | 104대 | 공화당 | 49.40% | 1,735,691표 | 1위  | 펜실베이니아주 상원의원 당선 |
| 2000년 선거 | 상원의원 (펜실베이니아 제1부)      | 107대 | 공화당 | 52.42% | 2,481,962표 | 1위  | 펜실베이니아주 상원의원 당선 |
| 2006년 선거 | 상원의원 (펜실베이니아 제1부)      | 110대 | 공화당 | 41.28% | 1,684,778표 | 2위  | 낙선                         |